# Майкопская серия
Майко́пская се́рия — региональный стратиграфический элемент, общее название для морских отложений олигоцен-нижнемиоценового возраста, принятое на территории от Западного Причерноморья до Восточного Предкавказья. Но отложения этого возраста и генезиса прослежены несколько шире — от Карпат до восточного побережья Каспия и Туркмении.

## Описание
Впервые была выделена и описана Н. И. Андрусовым в Крыму. Состоит из песчанисто-глинистых пород, преимущественно не известняковых, мощностью от нескольких десятков до 4000 метров. Наибольшая мощность характерна для северного Предкавказья и Тамани. Как правило, залегает со стратиграфическим перерывом на разновозрастных образованиях, от метаморфических сланцев и гнейсов протерозойского фундамента Восточноевропейской платформы до мергелей среднего эоцена. Величина эрозийного врезания изменяется от первых метров до 2 км.
Породы майкопской серии являются нефтематеринскими. Первые промышленные нефтяные залежи Кавказа были открыты в полосе между Хадыженском и Апшеронском (территория современного Краснодарского края) и располагаются в отложениях майкопской серии.
Кроме того, майкопская серия известна крупными месторождениями марганца (Никопольское на Украине и Чиатурское в Грузии). Эти месторождения связаны с линзами мелководных песчано-алевритовых отложений олигоцена-нижнего миоцена. Мелкие проявления марганцевых руд известны в таких же отложениях майкопской серии на Северном Кавказе и одновозрастных отложениях восточного склона Урала.
Уникальной особенностью майкопской серии является наличие в глинистых её разностях проявлений и месторождений редко-земельных элементов и урана (крупнейшее из них — Меловое месторождение урана на полуострове Мангышлак). И редкоземельные элементы и уран связаны с крупными залежами так называемой «костной брекчии» — скоплениями обломков костей рыб и морских животных. Протяженность этих залежей достигает 10 км.